# Sinagoga Roonstrasse di Colonia
La sinagoga Roonstrasse di Colonia, costruita alla fine del XIX secolo in stile neoromanico, è una delle pochissime sinagoghe monumentali tedesche ad essere sopravvissuta alle distruzioni del periodo nazista. Si trova a Colonia, sulla Roonstraße.

## Storia
La comunità ebraica di Colonia, cresciuta rapidamente nell'Ottocento, disponeva nel periodo pre-nazista di 7 sinagoghe. La sinagoga Roonstrasse, completata nel 1899 in stile neoromanico, era la più imponente e monumentale, superando nelle sue dimensioni la Sinagoga Glockengasse, inaugurata nel 1861 in stile moresco.
Tutte le sinagoghe di Colonia e della Germania intera furono devastate e incendiate dalle milizie naziste nella notte dei cristalli del 1938. Anche la Sinagoga Roonstrasse subì danni ingenti, ma non fu demolita. Nel 1945, al termine della guerra, si trovò così ad essere una delle poche sinagoghe monumentali della Germania ad essere sopravvissuta alle distruzioni del periodo nazista, assieme alla Sinagoga Rykestrasse di Berlino, alla Sinagoga Westend o alla Sinagoga di Augusta.
Dopo un lungo periodo di abbandono, la sinagoga Roonstrasse fu ricostruita nelle sue forme originarie tra il 1957 e il 1959. Oggi (conosciuta semplicemente come la sinagoga di Colonia) è il centro della vita della ricostruita comunità ebraica di Colonia, ospitandone anche gli uffici comunitari e un ristorante kosher.
Il 19 agosto 2005, la sinagoga accolse la visita di Papa Benedetto XVI. Fu la seconda sinagoga ad essere visitata da un Papa dopo la storica visita di Papa Giovanni Paolo II al Tempio Maggiore di Roma del 13 aprile 1986.

## Galleria d'immagini

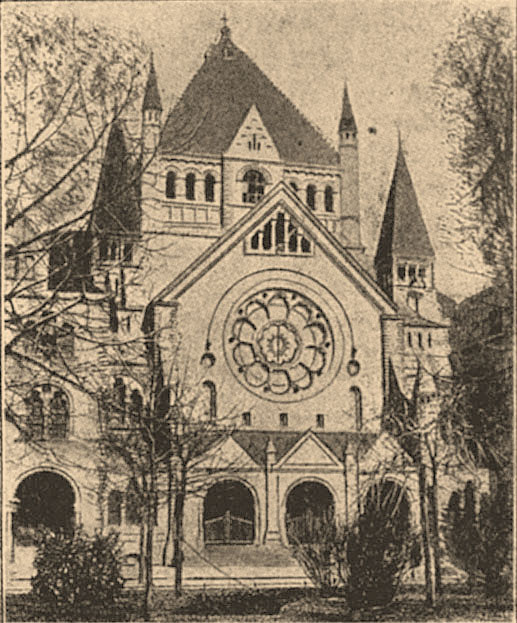
La sinagoga agli inizi del Novecento
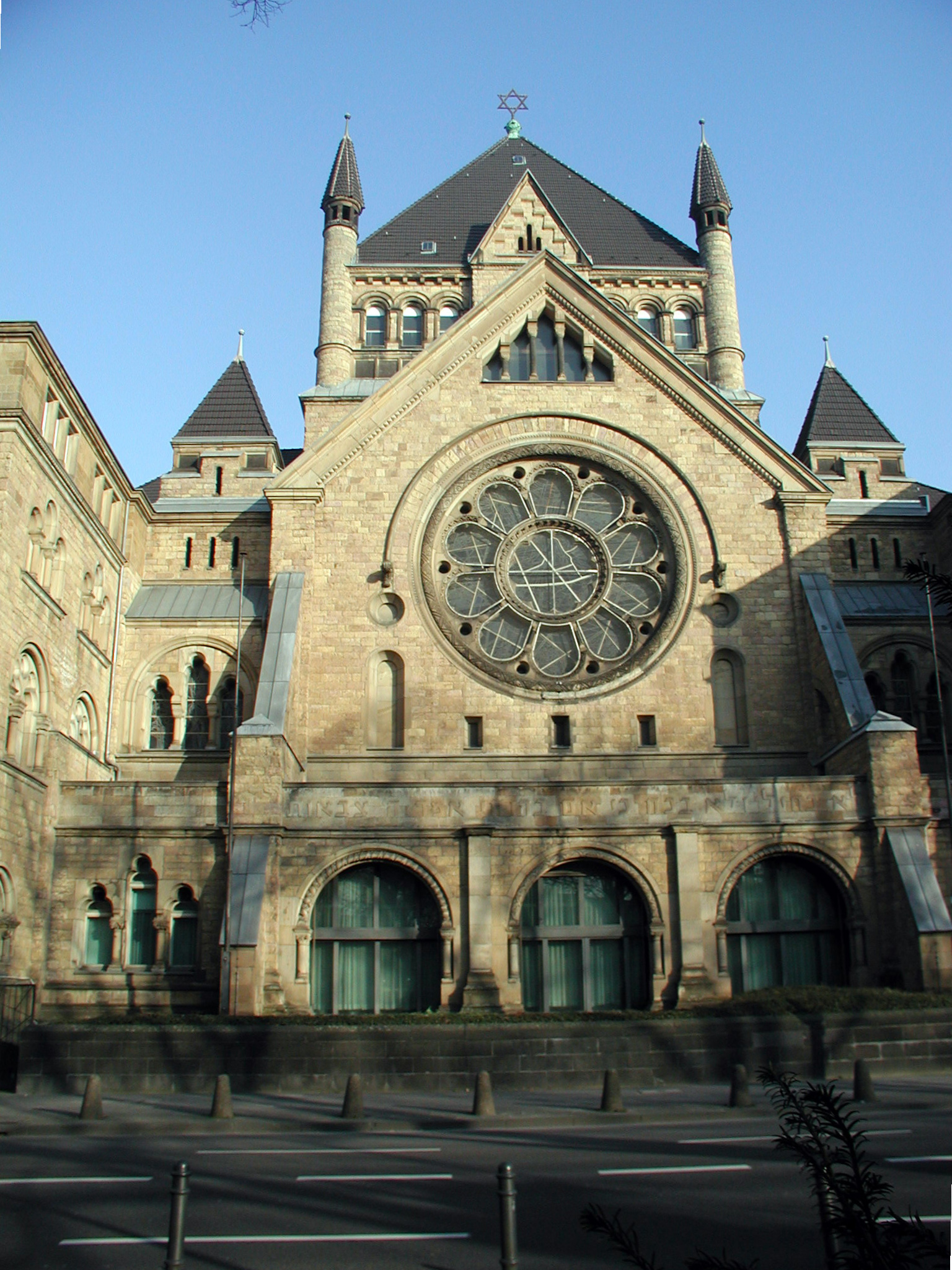
Veduta odierna della sinagoga
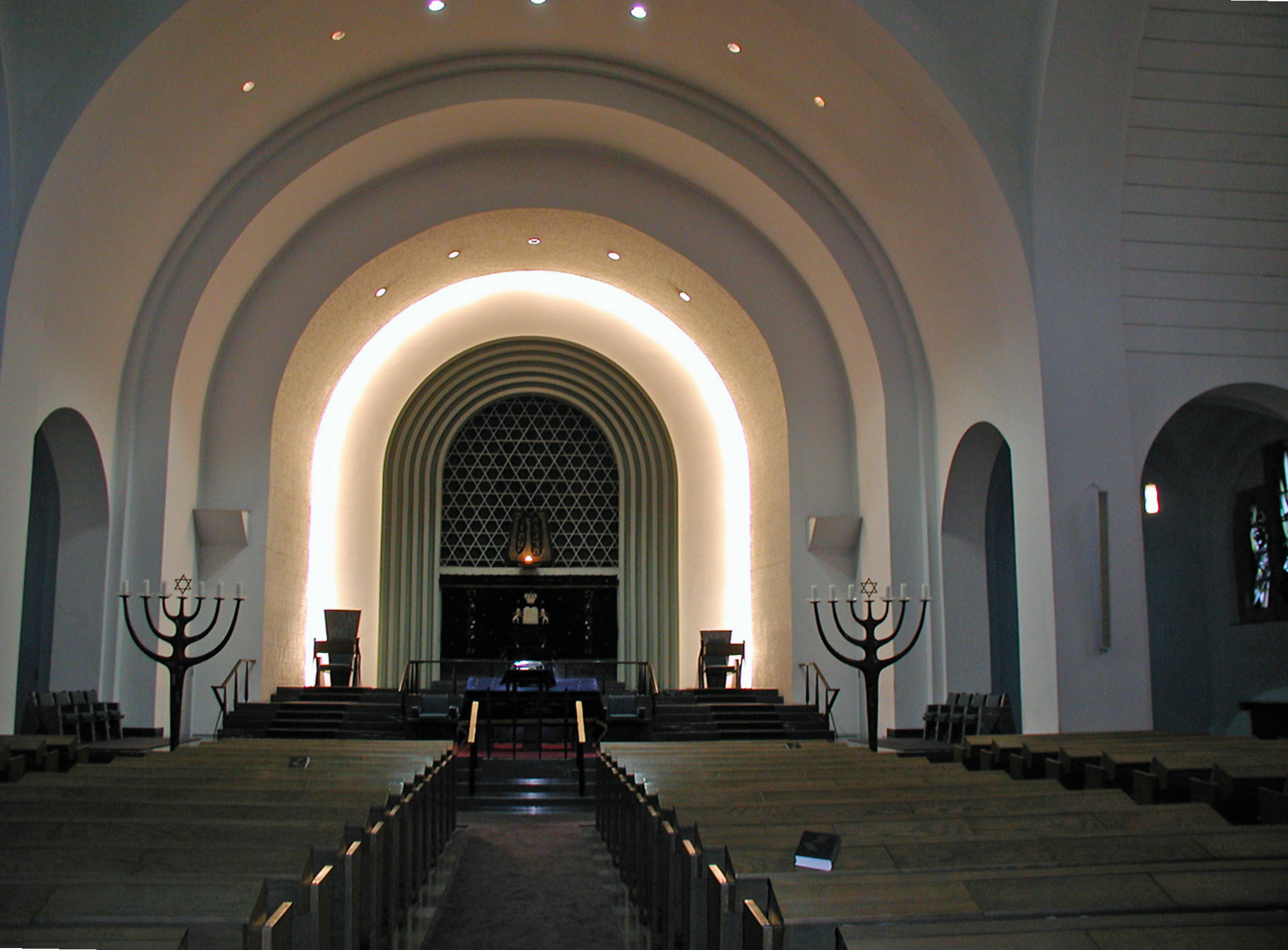
L'interno della sinagoga ricostruita